# Дорота Рабчевска
Дорота Рабчевска – Дода (на полски: Dorota Aqualiteja Rabczewska – Doda; родена на 15 февруари 1984 г. в Чеханов) е полска рок и поп певица. Има 5 златни и платинени диска.

## Дискография

### Албуми
- 2002 Virgin
- 2004 Bimbo
- 2005 Ficca
- 2007 Diamond Bitch
- 2011 The Seven Temptations
- 2016 Choni
- 2019 Dorota
- 2022 Aquaria

### Сингли
- 2002: „To Ty“
- 2002: „Mam Tylko Ciebie“
- 2004: „Dżaga“
- 2004: „Kolejny Raz“
- 2005: „Nie Zawiedź Mnie“
- 2005: „Znak Pokoju“
- 2005: „2 bajki“
- 2006: „Szansa“
- 2007: „Katharsis“
- 2007: „To Jest To“
- 2008: „Nie Daj Się“
- 2009: „Dziękuję“
- 2010: „Bad Girls“